# Francesco Bianchi (Komponist)

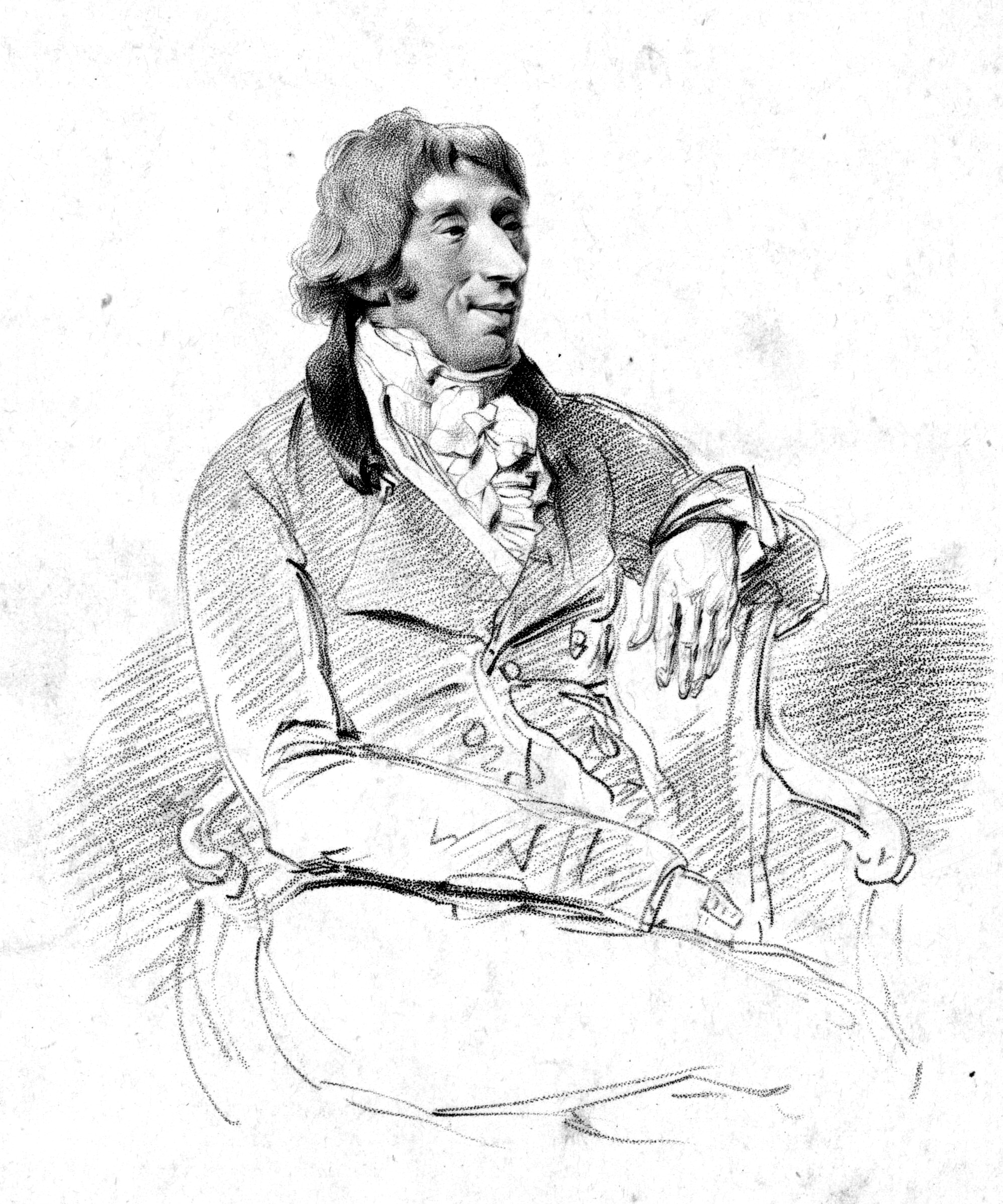
Francesco Bianchi (1805)

Francesco Bianchi (* um 1752 in Cremona; † 27. November 1810 in London) war ein italienischer Opern-Komponist.

## Leben

### Kindheit und Ausbildung
Francesco Bianchi wurde in Cremona geboren und stammte aus einfachen Verhältnissen. Ein Priester aus seiner Heimatstadt finanzierte ihm das Studium am Konservatorium in Neapel. Hier studierte er bei Niccolò Jommelli und Pasquale Cafaro. 1772 kehrte er in nach Cremona zurück.

### Debüt und erste Berufsjahre
In Cremona debütierte Bianchi mit seiner Oper Giulio Sabino. Bereits 1773 konnte er im Teatro della Pergola in Florenz seine zweite Oper Il gran Cidde zur Aufführung bringen sowie zu Karneval 1774 in Cremona seine dritte Oper Demetrio. 1775 ging Bianchi nach Paris und war hier bis 1778 Cembalist und Komponist am Théatre-Italien. In Paris komponierte er – mit La réduction de Paris – seine erste Opéra-comique und hier veröffentlichte er seine ersten Triosonaten und geistlichen Werke. Im August 1776 wurde er Mitglied der Accademia Filarmonica di Bologna und kehrte 1778 nach Italien zurück.

### Jahre in Italien
Bianchi bewarb sich 1779 um den Posten als Kapellmeister am Mailänder Dom, die Stelle wurde jedoch an Giuseppe Sarti vergeben. Von 1782 bis 1793 war er als stellvertretender Kapellmeister des Mailänder Doms tätig. In den Jahren 1783 und 1784 übernahm er zusätzlich das Amt des Chorleiters am Teatro alla Scala. 1785 wechselte Bianchi nach Venedig und wurde Organist am Markusdom, eine Position, die er mit Unterbrechungen bis 1797 innehatte. In seinen italienischen Jahren komponierte Bianchi mehr als vierzig Opern und war damit an den Opernhäusern in Bologna, Brescia, Dresden, Florenz, Lissabon, London, Mailand, Neapel, Padua, Paris, Rom, Turin, Venedig und Wien zu hören. Sein erfolgreiches Werk aus dieser Zeitspanne war die Opéra-comique in zwei Akten La villanella rapita auf ein Libretto von Giovanni Bertati, die 1783 in Venedig uraufgeführt wurde. Die Oper „fand begeisterten Beifall und wurde darauf in Mailand, Wien, Dresden, London und Lissabon inszeniert. Anläßlich ihrer Wiener Aufführung (28. Nov. 1785) schrieb Mozart für die Sängerin Celeste Coltellini ein Quartett und ein Terzett (KV 479/80) als Einlagen. Als Pasticcio wurde La villanella rapita dann im Théâtre Feydeau in Paris am 5. Juni 1789 unter der Leitung von G.B. Viotti aufgeführt.“ Weitere sehr erfolgreiche Werke waren das Dramma per musica in drei Akten Tarara, o sia La virtù premiata, das am 26. Dezember 1792 im Teatro La Fenice in Venedig uraufgeführt wurde, sowie das Dramma per musica in drei Akten La vendetta di Nino, o sia Semiramide, das in seiner ersten Fassung am 12. November 1790 in Neapel im Teatro San Carlo seine Erstaufführung hatte. In seiner zweiten Fassung in zwei Akten wurde diese Oper ab 1794 in London im King’s Theater in the Haymarket gegeben und hatte in nur 6 Spielzeiten 41 Aufführungen. In den 1780er und Anfang der 1790er Jahre komponierte Francesco Bianchi außerdem seine Oratorien Tres pueri hebrei in camino ignis ardentis (1780), Abraham sacrificium (1783), Agar fugiens (1785), Joas rex Juda (1790) und Abraham et Isaac.

### Jahre in England und Irland
1795 verlegte Francesco Bianchi seinen Wohnsitz nach London. Durch den Erfolg seiner Oper La vendetta di Nino, o sia Semiramide erhielt er einen Vertrag mit dem King’s Theater in the Haymarket. Zwischen 1795 und 1802 komponierte er für dieses Opernhaus vierzehn neue Opern, davon sechs auf Libretti von Lorenzo da Ponte, den Bianchi seit 1789 kannte. Von 1798 bis 1800 war er außerdem Direktor des Crow Street Theaters in Dublin. Bianchi heiratete am 15. November 1800 eine junge Sängerin, trennte sich aber bald wieder. Aus der Ehe ging eine gemeinsame Tochter, Caroline Nelson Bianchi, hervor, die bereits im Januar 1807 verstarb. Zwischen 1802 und 1807 pendelte Bianchi zwischen Paris und London, komponierte weitere zwanzig Opern und leitete die Erstaufführungen und Wiederaufnahmen seiner Werke. Für einige Zeit dominierte er mit seinen Bühnenwerken sogar die Inszenierungen einiger Pariser Theaterhäuser. In den letzten Jahren seines Lebens widmete sich Bianchi wieder verstärkt dem Musikunterricht. Einer seiner Schüler in England war Henry Rowley Bishop.

### Ableben
Francesco Bianchi beging am 27. November 1810 in seinem Haus in Hammersmith Selbstmord. Laut Morning Chronicle und Gentleman’s Magazine soll er den Tod seiner einzigen Tochter im Jahre 1807 nicht verkraftet haben.

## Bedeutung
Der Komponist hat zu Lebzeiten mehr als siebzig Opern geschaffen und zur Aufführung gebracht. Auch nach seinem Tod gab es – bis Mitte der 1830er Jahre – zahlreiche Wiederaufführungen seiner Bühnenwerke, darunter 1815 die Wiederaufnahme seiner Oper Il Consiglio Imprudente (auf das Libretto von Lorenzo da Ponte) oder 1816 die Wiederaufnahme von La villanella rapita (auf das Libretto von Giovanni Bertati) im Teatro alla Scala in Mailand. Darüber hinaus hat Bianchi vier Oratorien, Kammermusik, Messen, Motetten und ein Requiem geschaffen. Sein Kompositionsstil schlägt eine Brücke in das 19. Jahrhundert und nähert sich manchmal dem von Gioachino Rossini und Vincenzo Bellini.
Massimo Bruni und Daniel Brandenburg würdigen Francesco Bianchi in Musik in Geschichte und Gegenwart wie folgt: „In einer historischen Umwelt, die von Persönlichkeiten wie N. Piccinni, D. Cimarosa und G. Paisiello geprägt war, gehört Bianchi zu jenen italienischen Opernkomponisten, die mit ihrem Schaffen den Forderungen einer stark dem Musiktheater zugeneigten Gesellschaft entsprachen. Stärker als seine Zeitgenossen spezialisierte sich Bianchi auf die Opera seria, schrieb aber dennoch auch Opere buffe. Sehr früh schon (1778) begann seine Zusammenarbeit mit Librettisten, deren Bestreben es war, die Opera seria alter Prägung abzulösen: Giovanni De Gamerra, Gaetano Sertor, Giuseppe Foppa lieferten Libretti zu seinen fortschrittlichsten Werken. Die metastasianisch-heroische Richtung tritt in seinem Schaffen zurück gegenüber der wachsenden Bevorzugung von bürgerlichen und vorromantischen Themen. … Bianchi war ein erfolgreicher Opernkomponist und wurde u. a. auch von J. Haydn geschätzt, der anläßlich der Wiederaufführung von Aci e Galatea in London 1795 in seinem Tagebuch ein sehr günstiges Urteil über ihn (doch mit Vorbehalten gegen die Orchestrierung) abgab und gestand, diese Oper lange bei sich behalten zu haben, um zur Erleichterung in Augenblicken schlechter Laune eine Seite daraus zu lesen (D. Bartha 1965, S. 536).“

## Werke

### Opern
- Giulio Sabino, Opera seria, Uraufführung 1772 in Cremona
- Il gran Cidde, Dramma per musica in drei Akten auf das Libretto von Giovacchino Pizzi, Uraufführung am 27. Januar 1773 in Florenz im Teatro della Pergola
- Demetrio, Dramma per musica in drei Akten auf das Libretto von Pietro Metastasio, Uraufführung an Karneval 1774 in Cremona
- Eurione, Dramma per musica in drei Akten auf das Libretto von Antonio Papi, Uraufführung am 25. Mai 1775 in Pavia im Teatro Quattro Signori dei Quattro Cavalieri
- La réduction de Paris, Opéra comique in drei Akten auf das Libretto von Michel-Jean Sedaine, Uraufführung am 30. September 1775 in Paris im Théâtre des Italiens
- Le mort marié, Opéra comique in zwei Akten, Uraufführung am 25. Oktober 1776 in Fontainebleau, Théâtre Royal de la Cour
- Castore e Polluce, Dramma per musica (1. Version) in vier Akten, Uraufführung am 10. Januar 1779 in Florenz im Teatro della Pergola, (2. Version) in drei Akten, uraufgeführt am 8. September 1779
- Erifile, Dramma per musica in drei Akten auf das Libretto von Giovanni de Gamerra, Uraufführung am 29. Januar 1779 in Florenz im Teatro della Pergola
- L’innocenza perseguitata, Opera buffa in drei Akten (Uraufführung im Karneval 1779 in Rom im Teatro delle Dame
- Arbace, Dramma per musica in drei Akten auf das Libretto von Gaetano Sertor am 20. Januar 1781 in Neapel im Teatro San Carlo mit Luigi Marchesi
- Venere e Adone, Azione teatrale in zwei Akten auf das Libretto von Ferdinando Casori, Uraufführung am 14. September 1781 in Florenz im Teatro della Pergola
- La Zemira, Dramma per musica in zwei Akten auf das Libretto von Gaetano Sertor, Uraufführung am 4. November 1781 in Neapel im Teatro San Carlo
- L’Olimpiade, Dramma per musica in drei Akten auf das Libretto von Pietro Metastasio, Uraufführung am 26. Dezember 1781 in Mailand im Teatro alla Scala
- Il trionfo della pace, Festa teatrale in zwei Akten auf das Libretto von Giuseppe Olivieri, Uraufführung am 16. April 1782 in Turin im Teatro Regio
- La Zulima, Dramma per musica in drei Akten auf das Libretto von Giuseppe Olivieri, Uraufführung am 4. November 1782 in Neapel im Teatro San Carlo mit Domenico Bruni
- Medonte, Dramma per musica in zwei Akten, Uraufführung am 14. November 1782 in London im King’s Theater in the Haymarket
- L’astrologa, Opera buffa in drei Akten auf das Libretto von Pietro Chiari, Uraufführung im Dezember 1782 in Neapel im Teatro del Fondo
- Piramo e Tisbe, Dramma per musica in drei Akten und 32 Szenen auf das Libretto von Gaetano Sertor, Uraufführung am 7. Januar 1783 in Venedig im Teatro La Fenice
- Briseide, Dramma per musica in drei Akten auf das Libretto von Francesco Sebastiano Gambino, Uraufführung am 27. Dezember 1783 im Teatro Regio di Torino) mit Giacomo David und Brigida Giorgi Anti
- Aspardi, principe di Battriano, Dramma per musica in drei Akten auf das Libretto von Gaetano Sertor, Uraufführung im Karneval 1784 in Rom im Teatro delle Dame
- Cajo Mario, Dramma per musica in drei Akten auf das Libretto von Gaetano Roccaforte, Uraufführung am 30. Mai 1784 in Neapel im Teatro San Carlo mit Giacomo David
- La villanella rapita, Opéra comique in zwei Akten auf das Libretto von Giovanni Bertati, Uraufführung im Herbst 1783 in Venedig
- La finta principessa, Opera buffa in zwei Akten auf das Libretto von Filippo Livigni, Uraufführung im Herbst 1784 in Bologna im Teatro Formagliar
- Il disertore francese, Dramma per musica in drei Akten und 34 Szenen auf das Libretto von Bartolomeo Benincasa nach Mercier, Uraufführung am 26. Dezember 1784 in Venedig im Teatro San Benedetto
- Alessandro nell’Indie, Dramma per musica in drei Akten und 36 Szenen auf das Libretto von Pietro Metastasio, Uraufführung am 28. Januar 1785 in Venedig im Teatro San Benedetto
- La stravagante inglese, Opera buffa in zwei Akten auf das Libretto von Giovanni Greppi, Uraufführung im Herbst 1785 in Venedig im Teatro San Moisè
- Le villanelle astute, Opéra comique in zwei Akten auf das Libretto von Giuseppe Foppa, Uraufführung im Karneval 1786 in Venedig im Teatro San Samuele
- Alonso e Cora, Dramma per musica in drei Akten und 24 Szenen von Giuseppe Foppa, Uraufführung am 7. Februar 1786 in Venedig im Teatro San Benedetto
- Mesenzio, re d’Etruria, Dramma per musica in zwei Akten auf das Libretto von Ferdinando Casori, Uraufführung am 4. November 1786 in Neapel im Teatro San Carlo mit Giacomo David
- L’orfano cinese, Dramma per musica in drei Akten und 29 Szenen nach Voltaire, Uraufführung am 30. Januar 1787 in Venedig im Teatro San Benedetto
- Artaserse, Dramma per musica in drei Akten auf das Libretto von Pietro Metastasio, Uraufführung am 11. Juni 1787 in Padua im Teatro Nuovo
- Pizzarro, Dramma per musica in drei Akten Uraufführung im Sommer 1787 in Brescia in der Accademia degli Erranti
- Scipione Africano, Dramma per musica in drei Akten auf das Libretto von N. Minato, Uraufführung am 13. August 1787 in Neapel im Teatro San Carlo mit Girolamo Crescentini und Giacomo David
- Il ritratto, Opera buffa in zwei Akten auf das Libretto von Saverio Zini, Uraufführung im Herbst 1787 in Neapel im Teatro del Fondo
- Calto, Dramma per musica in drei Akten und 23 Szenen auf das Libretto von Giuseppe Foppa, Uraufführung am 23. Januar 1788 in Venedig im Teatro San Benedetto
- La morte di Cesare, Dramma serio per musica in zwei Akten und 29 Szenen auf das Libretto von Gaetano Sertor, Uraufführung am 27. Dezember 1788 in Venedig im Teatro San Samuele
- La fedeltà tra le selve, Opera buffa in zwei Akten auf das Libretto von Michelangelo Prunetti, mit Arien von Valentino Fioravanti, Uraufführung im Karneval 1789 in Rom im Teatro Capranica
- Nitteti, Dramma per musica in drei Akten auf das Libretto von Pietro Metastasio, Uraufführung am 20. April 1789 in Mailand im Teatro alla Scala mit Teresa Saporiti
- Daliso e Delmita, Dramma per musica in zwei Akten auf das Libretto von Giovanni de Gamerra, Uraufführung am 12. Juni 1789 in Padua im Teatro Nuovo
- Il finto astrologo, Opera buffa in zwei Akten auf das Libretto von Alessandro Moirani, Uraufführung im Karneval 1790 in Rom im Teatro Capranica
- L’Arminio, Dramma per musica in drei Akten auf das Libretto von Ferdinando Moretti, Uraufführung am 6. September 1790 in Florenz im Teatro della Pergola
- La vendetta di Nino, o sia Semiramide, Dramma per musica in drei Akten auf das Libretto von Ferdinando Moretti nach Voltaire, Uraufführung der 1. Version am 12. November 1790 in Neapel im Teatro San Carlo mit Brigida Giorgi Banti, Uraufführung der 2. Version in zwei Akten 1794 in London im King’s Theater in the Haymarket
- Caio Ostilio, Dramma per musica in zwei Akten auf das Libretto von Eustachio Manfredi, Uraufführung im Karneval 1791 in Rom im Teatro Argentina
- La dama bizzarra, Opera buffa in zwei Akten auf das Libretto von Alessandro Moirani, Uraufführung im Karneval 1791 in Rom im Teatro Capranica
- La sposa in equivoco, Opera buffa in zwei Akten auf das Libretto von Saverio Zini, Uraufführung im Herbst 1791 in Venedig im Teatro San Moisè
- Seleuco, re di Siria, Dramma per musica in drei Akten und 29 Szenen auf das Libretto von Mattia Botturini, Uraufführung am 26. Dezember 1791 in Venedig im Teatro San Benedetto
- Aci e Galatea, Dramma per musica in zwei Akten und 28 Szenen auf das Libretto von Giuseppe Foppa, Uraufführung am 13. Oktober 1792 in Venedig im Teatro San Benedetto
- Tarara, o sia La virtù premiata, Dramma per musica in drei Akten und 30 Szenen auf das Libretto von Gaetano Sertor, Uraufführung am 26. Dezember 1792 in Venedig im Teatro La Fenice
- Il cinese in Italia, Opera buffa in zwei Akten auf das Libretto von Alessandro Pepoli, Uraufführung im Herbst 1793 in Venedig im Teatro San Moisè
- La secchia rapita, Opera buffa in zwei Akten auf das Libretto von Angelo Anelli, Uraufführung am 13. Februar 1794 in Venedig im Teatro San Samuele
- Ines de Castro, Dramma per musica in drei Akten auf das Libretto von Luigi De Sanctis, Uraufführung der 1. Version am 30. Mai 1794 in Neapel im Teatro di San Carlo, Uraufführung der 2. Version in drei Akten und 35 Szenen am 14. Oktober 1795 in Venedig im Teatro San Benedetto
- La capricciosa ravveduta, Opera buffa in zwei Akten auf das Libretto von Caterino Mazzolà, Uraufführung im Herbst 1794 in Venedig im Teatro San Moisè
- Antigona, Opera seria in zwei Akten auf das Libretto von Lorenzo Da Ponte, Uraufführung am 24. Mai 1796 in London im King’s Theater in the Haymarket
- Il consiglio imprudente, Opera buffa in einem Akt auf das Libretto von Lorenzo Da Ponte, Uraufführung am 20. Dezember 1796 in London im King’s Theater in the Haymarket
- Merope, Dramma per musica in zwei Akten auf das Libretto von Lorenzo Da Ponte, Uraufführung am 10. Juni 1797 in London im King’s Theater in the Haymarket
- Cinna, Dramma per musica in drei Akten auf das Libretto von Lorenzo Da Ponte, Uraufführung am 20. Februar 1798 in London im King’s Theater in the Haymarket
- Alzira, Dramma per musica in zwei Akten auf das Libretto von Gaetano Rossi, Uraufführung am 28. Februar 1801 in London im King’s Theater in the Haymarket
- La morte di Cleopatra, Dramma per musica in zwei Akten auf das Libretto von S.Bonaiuti, Uraufführung am 30. April 1801 in London im King’s Theater in the Haymarket
- Armida, Dramma per musica in zwei Akten auf das Libretto von Lorenzo Da Ponte, Uraufführung am 1. Juni 1802 in London im King’s Theater in the Haymarket
- L’avaro, Opéra comique in zwei Akten auf das Libretto von Giovanni Bertati, Uraufführung am 30. März 1804 in Paris im Théâtre des Italiens
- Blaisot et Pasquin, Opéra comique in einem Akt auf das Libretto von Leroi, Francis, Martinelli, Uraufführung am 9. April 1804 in Paris im Théâtre Montansier
- Le Maître de chapelle, Opéra comique, Uraufführung am 3. Mai 1804 in Paris im Théâtre des Italiens
- Corali, ou La Lanterne magique, Opéra comique in einem Akt, Uraufführung am 7. Juli 1804 in Paris im Théâtre Molière
- L’Eau et le feu, ou Le Gascon à l’épreuve, Opéra comique in einem Akt auf das Libretto von M. Gangiran-Nanteeuil, Uraufführung am 10. August 1804 in Paris im Théâtre Montansier
- Le Contrat signé d’avance, ou Laquelle est ma femme?,  Opéra comique in einem Akt auf das Libretto von Ligier, Uraufführung am 29. September 1804 in Paris im Théâtre Molière
- Le Gascon, gascon malgré lui, Opéra comique in einem Akt auf das Libretto von Guillet, E.Hus, Uraufführung am 17. November 1804 in Paris im Théâtre Molière
- Amour et coquetterie, Opéra comique in einem Akt auf das Libretto von Coffin-Rosny, Uraufführung am 7. Januar 1806 in Paris im Théâtre des Jeunes-Élèves
- Le Livre des destins, Opéra comique in einem Akt auf das Libretto von F.Nogaret, Uraufführung am 2. Februar 1806 in Paris im Théâtre des Jeunes-Élèves
- La Famille venitienne, ou Le Château d’Orseno, Opéra comique in drei Akten auf das Libretto von F. Dupetit-Méne, Uraufführung am 7. Mai 1806 in Paris im Théâtre des Jeunes-Artistes
- Monsieur Jugolo, ou Les Chercheurs, Opéra comique in einem Akt, Uraufführung am 22. Mai 1806 in Paris im Théâtre des Jeunes-Élèves
- Le Château mystérieux ou Le Crime commis et vengé, Opéra comique in drei Akten auf das Libretto von M. de Redon und C.R.Defresnoy, Uraufführung am 12. Juni 1806 in Paris im Théâtre des Jeunes-Élèves
- Le Triomphe d’Alcide à Athènes, Dramma eroico in zwei Akten auf das Libretto von P.L.Moline und A.F.Pillon, Uraufführung im September 1806 in Paris im Théâtre Molière
- La Soeur officieuse, ou Adresse et mensonge, Opéra comique in einem Akt auf das Libretto von Rendon und Defresnoy, Uraufführung am 18. Oktober 1806 in Paris im Théâtre des Jeunes-Élèves
- Almeria, ou L’Écossaise fugitive, Opéra comique in drei Akten auf das Libretto von B.Hadot, Uraufführung am 8. Dezember 1806 in Paris im Théâtre des Jeunes-Élèves
- Les Illustres infortunés, ou La Souveraine vindicative, Opéra comique in drei Akten auf das Libretto von Rendon und Defresnoy, Uraufführung am 8. Januar 1807 in Paris im Théâtre des Jeunes-Élèves
- Le Pied de boeuf et la queue du chat, Opéra comique in drei Akten auf das Libretto von P.J.Charrin, Rendon, Uraufführung am 9. Juni 1807 in Paris im Théâtre des Jeunes-Artistes[2][1]

### Oratorien
- Domine ad adiuvandum, Uraufführung am 2. August 1773 in Cremona
- Tres pueri hebrei in camino ignis ardentis, 1780
- Abraham sacrificium, 1783
- Agar fugiens, Venedig 1785
- Joas rex Juda, Venedig 1790
- Abraham et Isaac[2][1]

### Vokalwerke

#### Geistlich
- Converte Domine
- Exalta Domine
- Deus noster refugium con Gloria patri

#### Weltlich
- Arien, Duette und Kantaten[2][1]

### Instrumentalwerke
- 2 Sinfonien
- 6 Sonaten für 2 Violinen und B.c., op.1, 1776[2][1]

### Musiktheoretische Schriften
- Dell’attrazione armonica, o sistema fisico-matematico dell’armonia, fondata sull’analisi dei fenomeni che presenta la corda sonora, Auszug daraus von der Witwe hrsg. in: The Quarterly Musical Magazine and Review, II und III, 1820/21[2][1]